# عروس دریایی

عروس دریایی (آب‌های خلیج فارس)

عروس دریایی گونه‌ای از بی‌مهرگان است که در شاخه مرجانیان طبقه‌بندی می‌شود. این موجودات قادر به شنا کردن می‌باشند. گونه‌های متفاوتی از این جاندار وجود دارد از جمله Scyphozoa (بیش از 600 گونه)، Staurozoa (در حدود ۵۰ گونه)، Cubozoa (در حدود 60 گونه) و Hydrozoa (در حدود ۱۰۰۰-۱۵۰۰ گونه).
عروس دریایی در همه اقیانوسها یافت می‌شود. گونه‌ای از آن‌ها در آب شیرین زندگی می‌کند که اندازه‌ای کمتر از نیم یک اینچ و رنگی سفید و روشن دارد. این گونه نیش ندارد.
در بسیاری از مناطق عروس دریایی‌ها را در آکواریوم نگهداری می‌کنند.
عروس‌های دریایی از قدیمی ترین موجودات زنده دریایی‌اند که از ۶۵۰ میلیون سال پیش تاکنون در دریاها زیست می‌نمایند. عروس‌های دریایی از نظر شکل، اندازه و رنگ‌های متنوع به گونه‌های مختلف تقسیم‌بندی می‌شوند.
در برخی فرهنگ‌ها عروس دریایی توسط انسان‌ها خورده می‌شود و در برخی از کشورهای آسیایی به عنوان یک غذای لذیذ تلقی می‌شود. در این کشورها، این گونه‌های ریزوستوما فشرده شده و در نمک خوابانده می‌شوند تا آب اضافی داخل آنها خارج شود. محققان استرالیایی عروس دریایی را به عنوان یک «غذای کامل»، پایدار، و سرشار از پروتئین اما با انرژی غذایی نسبتاً کم توصیف کرده‌اند.
از عروس دریایی در تحقیقات نیز استفاده می‌شود، به این صورت که پروتئین فلورسنت سبز که برخی گونه‌ها از آن برای ایجاد زیست‌تابی استفاده می‌کنند تغییر داده شده و به عنوان نشانگر فلورسنت برای ژن‌های تزریق شده به سلول‌ها یا ارگانیسم‌های دیگر به کار گرفته می‌شود.

## اطلاعات اولیه
عمومی‌ترین صفات جانوران که طی مراحل رشد نیز قبل از همه ظاهر می‌شود، تراز ساختمانی آنهاست. همه جانوران زندگی را از یک سلول آغاز می‌کنند و برخی از تراز بافت بالاتر نمی‌روند، اما بقیه آن‌ها از این تراز می‌گذرند و بدن پیچیده‌تری می‌یابند. بدین ترتیب جانوران (متازوآ) را صاحب دو شعبه رده‌بندی در نظر می‌گیرند. در شعبه شبه جانوران، بالاترین تراز ساختمانی را بافت تشکیل می‌دهد. این شعبه فقط شاخه اسفنج‌ها را شامل می‌شود. همه جانوران دیگر که به شعبه هوپس‌زیان تعلق دارند، با داشتن اندام و دستگاه مشخص می‌شوند.
دومین صفت عمومی که بعد از تراز ساختمانی در حین رشد جانوران ظاهر می‌شود، نوع تقارن آنهاست. در ابتدا جنین همه جانوران دارای تقارن شعاعی یعنی به صورت کره‌ای توپر یا توخالی و متشکل از تعدادی سلول است. بعضی از گروه‌های جانوری مانند عروس دریایی این تقارن شعاعی را تا مرحله بلوغ حفظ می‌کنند، اما در بقیه پس از مدتی جنین تقارن شعاعی ثانویه (مانند ستاره دریایی) یا تقارن دو طرفی می‌یابد و لارو و جانور بالغ حاصل از آن‌ها نیز معمولاً همین نوع تقارن را نگه می‌دارند. بر همین اساس شعبه هوپس‌زیان را می‌توان به دو دسته دارای تقارن شعاعی (Radiata) و دارای تقارن دو طرفی (Bilateria) تقسیم‌بندی می‌کنند.
هر گونه فضا یا حفره عمومی که کاملاً توسط بافت‌های مزودرمی و به ویژه توسط پرده‌های صفاقی احاطه شده باشد، سلوم (Coelom) نام دارد. بنابراین جانوران دارای سلوم را متعلق به گروه سلومات‌ها، می‌دانند. معنای اصطلاحات آسلومات و پزدوسلومات نیز به همین ترتیب روشن می‌شود. آسلومات‌ها جانوران فاقد سلوم و در واقع فاقد هر گونه حفره عمومی هستند. پزدوسلومات‌ها دارای پزدوسل یا سلوم کاذب یعنی حفره عمومی هستند که پوشش آن را مستقیماً اکتودرم و آندودرم تشکیل می‌دهند نه صفاق. چنین حفره‌ای در ظاهر به سلوم واقعی می‌ماند. عروس دریایی جز آسلومات‌ها می‌باشد. بر خلاف باور بیشتر مردم داماد دریایی وجود ندارد.

## ساختار عروس دریایی
این موجودات دارای ساختار زیبایی هستند، به همین جهت عروس دریایی نامیده می‌شوند. عروس دریایی، در اعماق متوسط دریا زندگی می‌کند و بین ۱۰ تا ۲۰ سانتیمتر قطر دارد و بدنی چتر مانند و شفاف ژلاتینی دارد. قطر بدن در مرکز چتر و در حاشیه لبه‌ها،کلفت است و تعدادی تانتاکول در لبه دارد.
دهان چهار گوش در قسمت وسط بدن قرار دارد که به یک حلق لوله‌ای با مقطع ۴ گوش وصل می‌شود و انتهای حلق به معده ختم می‌گردد که دارای ۴ جیب شعاع است. معده چهار قسمتی است و از این قسمت‌ها، لوله‌های گوارشی یا معدی منشا گرفته و به صورت مجرای شعاعی حلقوی قرار گرفته و مواد غذایی را به قسمت‌های مختلف می‌رسانند. در اطراف دهان ۴ بازوی دهانی وجود دارد. در لبه چتر عروس دریایی، تعداد ۸ عدد برآمدگی به فواصل مناسب با هم قرار دارند که این برآمدگی‌ها دارای ساختار حسی هستند و حاوی ذرات شعاعی یا استاتولیت‌ها بوده و نیز ۲ چشم ساده در جدار عضو تعادلی خود دارند.
حداقل دو شبکه عصبی وجود دارد که یکی از آن‌ها تمامی سطح روی و زیر چتر و تانتاکول‌ها را عصب‌دار کرده و جریانات عصبی را به آرامی منتقل می‌کند و در تنظیم حرکات موضعی و متمرکزی نظیر تغذیه دخالت می‌کند. دومین شبکه عصبی، به نواحی زیر چتر محدود شده و جریانات عصبی را به سرعت منتقل می‌کند و باعث تنظیم انقباضات چتر هنگام شنا می‌شود.

## تولید مثل عروس دریایی

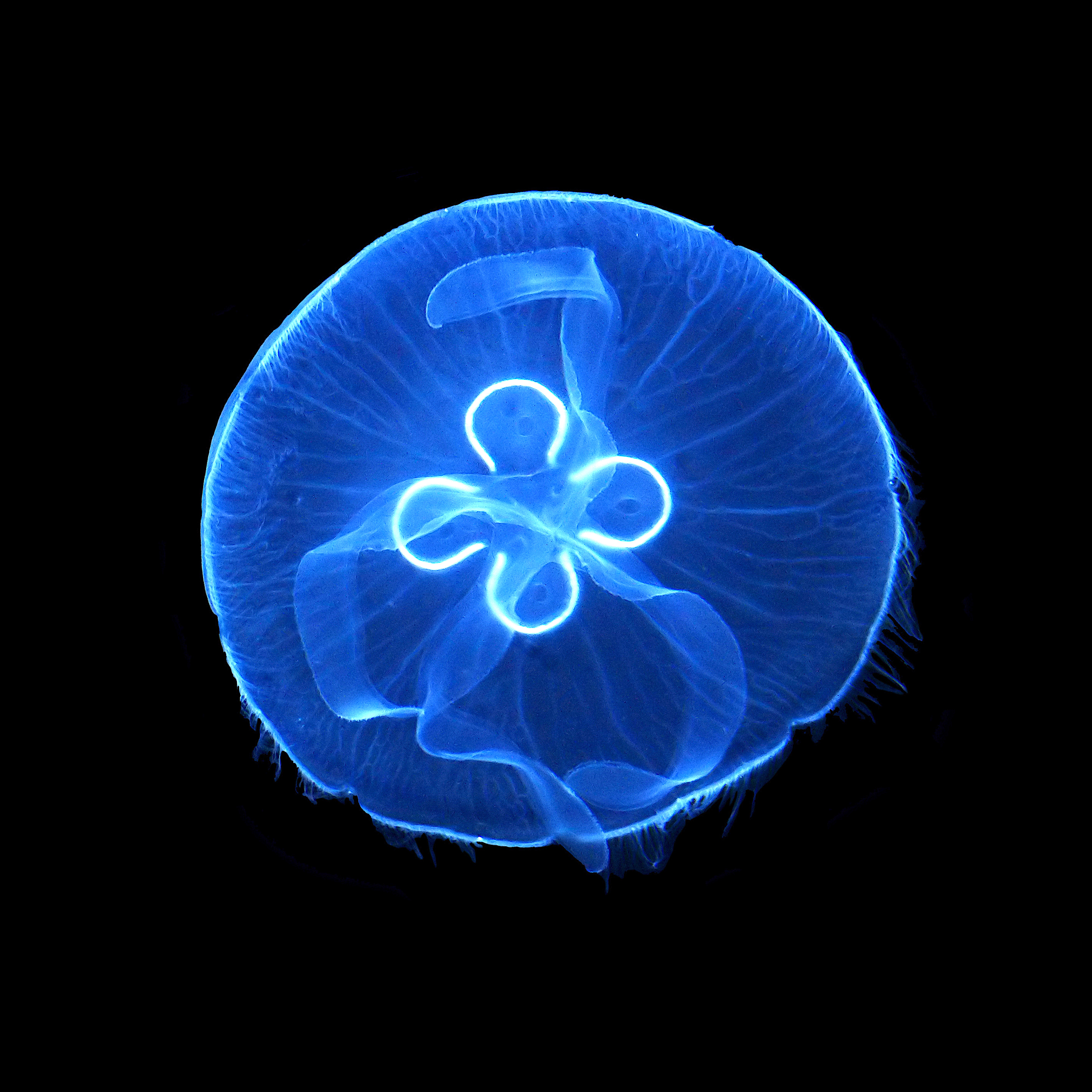
عروس دریایی اورلیا اورلیتا

چرخه زندگی در اورلیا شامل دو مرحله جنسی و غیر جنسی است. در ضمن جنس‌ها جدا  از هم هستند. 
در تکثیر جنسی، دو جنس نر و ماده اسپرم و تخمک خود را داخل آب رها نموده و پدیده باروری در داخل آب انجام می‌پذیرد. محل قرارگیری گنادها نیز در داخل و جدار درونی بدن قرار دارد. پس از پدیده رسیدگی، گامت‌های نر و ماده به داخل معده ریخته و از آنجا به دهان و سپس به داخل آب رها می‌شوند. گاهی اوقات عمل باروری تخمک‌ها با رهاسازی اسپرم در داخل آب و انتقال آن از راه آب ورودی به حفره دهانی انجام می‌پذیرد.
در مرحله جنسی، غدد جنسی نعل اسبی شکل، به تعداد ۴ عدد در قسمت زیر چتر در کنار کیسه‌های معدی قرار دارند و از قسمت بیرون اورلیا می‌توان آن را دید. در مدوز نر یا اورلیای نر، اسپرم‌ها از غدد تناسلی آزاد شده، وارد حفره گوارشی شده و از راه دهان در آب دریا آزاد می‌شوند و در جستجوی مدوز ماده خواهند بود.
اسپرم‌ها از طریق دهان اورلیای ماده، وارد حفره گوارشی شده و در آنجا با تخمک‌های آزاد شده از غدد جنسی ماده ترکیب می‌شوند. لقاح که صورت گرفت، تخم‌های حاصل از لقاح، حفره گوارشی را ترک کرده و در کیسه‌های پرورشی مخصوصی که در شیار بازوها به‌وجود می‌آید، جای می‌گیرند.
تخم‌ها بعد از طی مراحل رشد و نمو، هر کدام به صورت لاروی مژک‌دار درمی‌آیند و سپس این قسمت را ترک کرده و به صورت وارونه روی سطح سخت دیگر متصل می‌شوند. در این حالت لارو، مژک‌ها را از دست داده و ساکن می‌شود و حدود ۱۲ سانتیمتر اندازه دارد و در این حالت به صورت پولیپ است.
لارو بدون مژک ممکن است برای ماه‌ها یا سال‌ها به این شکل باقی بماند. در اواخر پاییز و با شروع سرما، پولیپ رشد کرده و به‌طور عرضی تقسیم می‌شود، قطعه قطعه شده و قطعات عمیق‌تر می‌گردند و پولیپ به صورت مجموعه‌ای از قطعات نعلبکی شکل درمی‌آید که لبه آن‌ها دندانه‌دار است و این قطعات به وسیلهٔ لوله مرکزی با هم ارتباط دارند.
به تدریج قطعات از هم جدا شده و یکی پس از دیگری، پولیپ را ترک کرده و مدوزهای تقریباً ۸ لبی شناور را به‌وجود می‌آورند که این مدوزها رشد کرده و مدوز بالغ را ایجاد می‌کنند و هر کدام زندگی مستقل خود را به صورت یک عروس دریایی، ادامه می‌دهند.
در عروس‌های دریایی ماه‌وش تخم‌ها در شکاف‌ها یا درزهای بازوی دهانی که تشکیل نوعی مکان به نام حفره یا اتاق تخم می‌دهند قرار می‌گیرند و پس از طی مراحل تکامل رشد به یکباره از تخم خارج می‌شوند.
تخم‌ها پس از باروری شکل لاروی به خود گرفته که دراین زمان به آن Planula می‌گویند. این لاروها دراین مرحله بر روی سطوح سخت قرار می‌گیرند که اصطلاحاً Settle می‌گویند. دراین مرحله به هریک از Planula یک Polyp می‌گویند. دراین حالت شکل هر Polyp به صورت یک فنجان و دارای یک پایه و بازوچه‌های تغذیه‌ای (Tentacles) و دهانی در روی سر می‌باشد. بعد از گذشت مدتی از رشد، پولیپ‌ها شروع به تکثیر غیرجنسی به وسیله بندبندسازی و باریک شدگی می‌نمایند که به این پدیده شکوفایی می‌گویند.
به هر یک از این بندها اصطلاحاً یک Scyphistoma گفته که تعداد زیادی از این Scyphistoma به آرامی رشد نموده و ژله‌های نابالغ Ephyrae را تولید می‌نمایند. این مرحله از رشد ادامه یافته و هر عروس دریایی به یک عروس دریایی بالغ به نام Medusa تبدیل می‌گردد. گاهی پدیده شکوفا شدن در مرحله Medusa اتفاق افتاده که به آن کلونی Medusa نام می‌نهند.

## نگارخانه

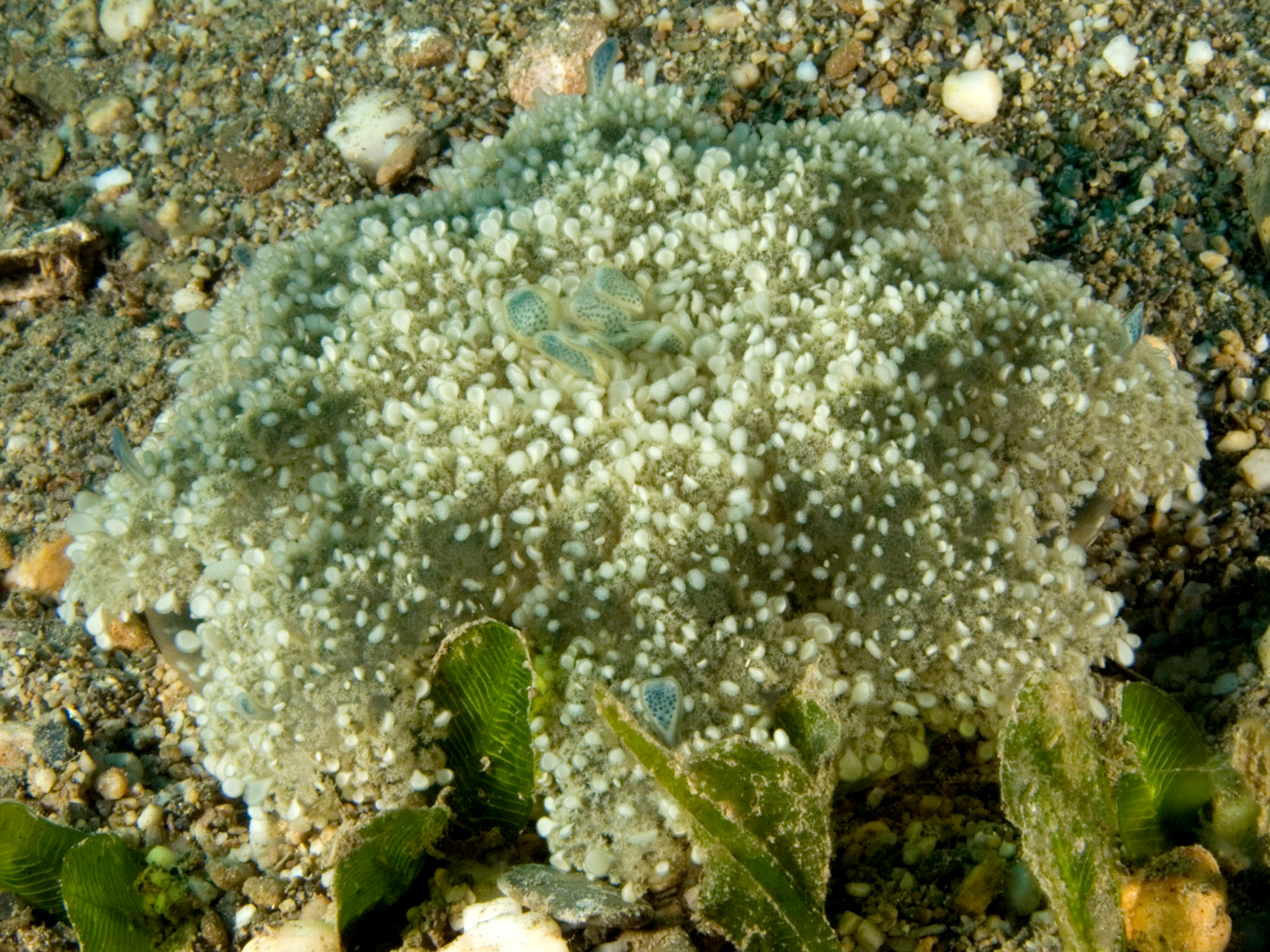
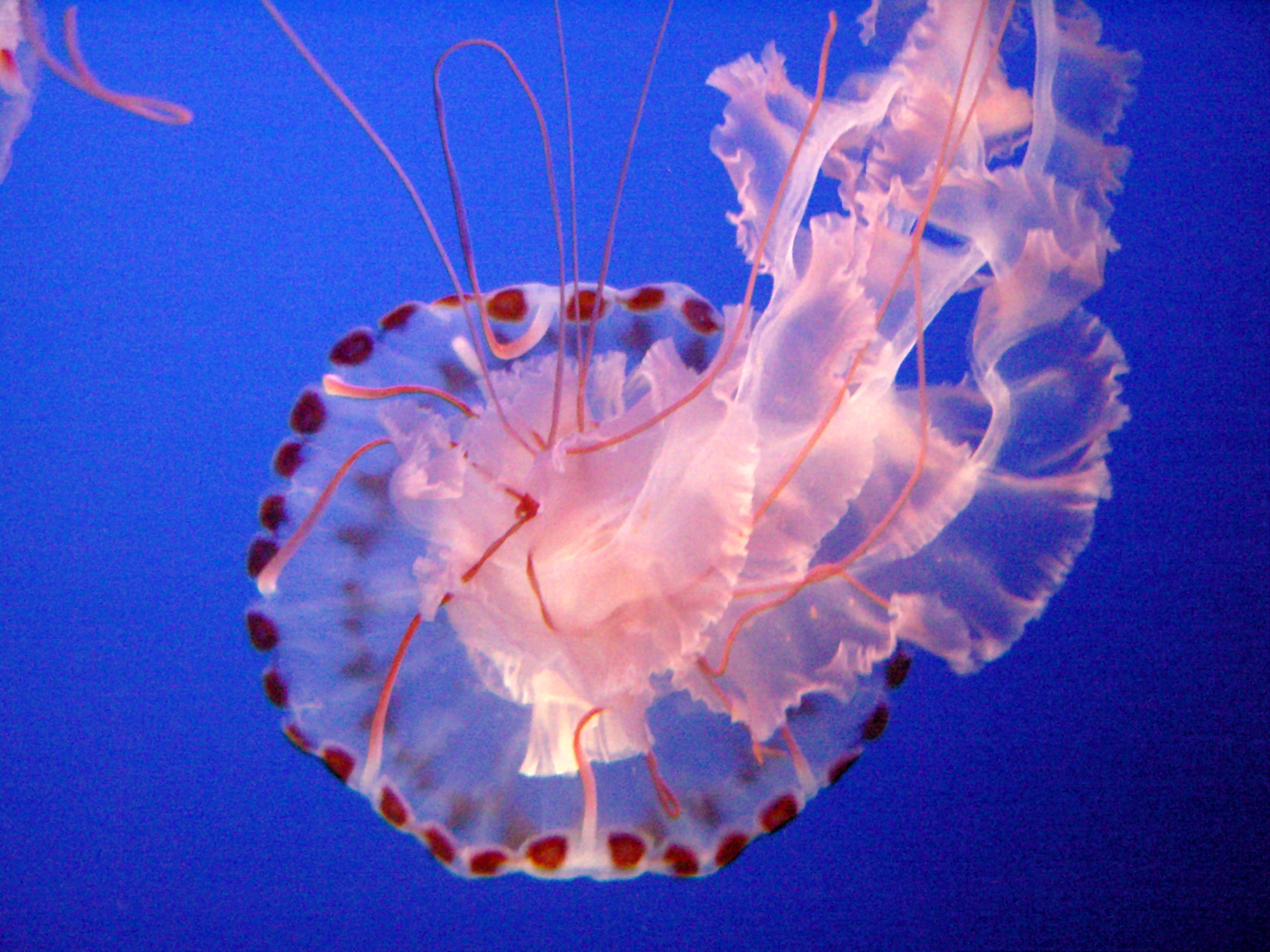
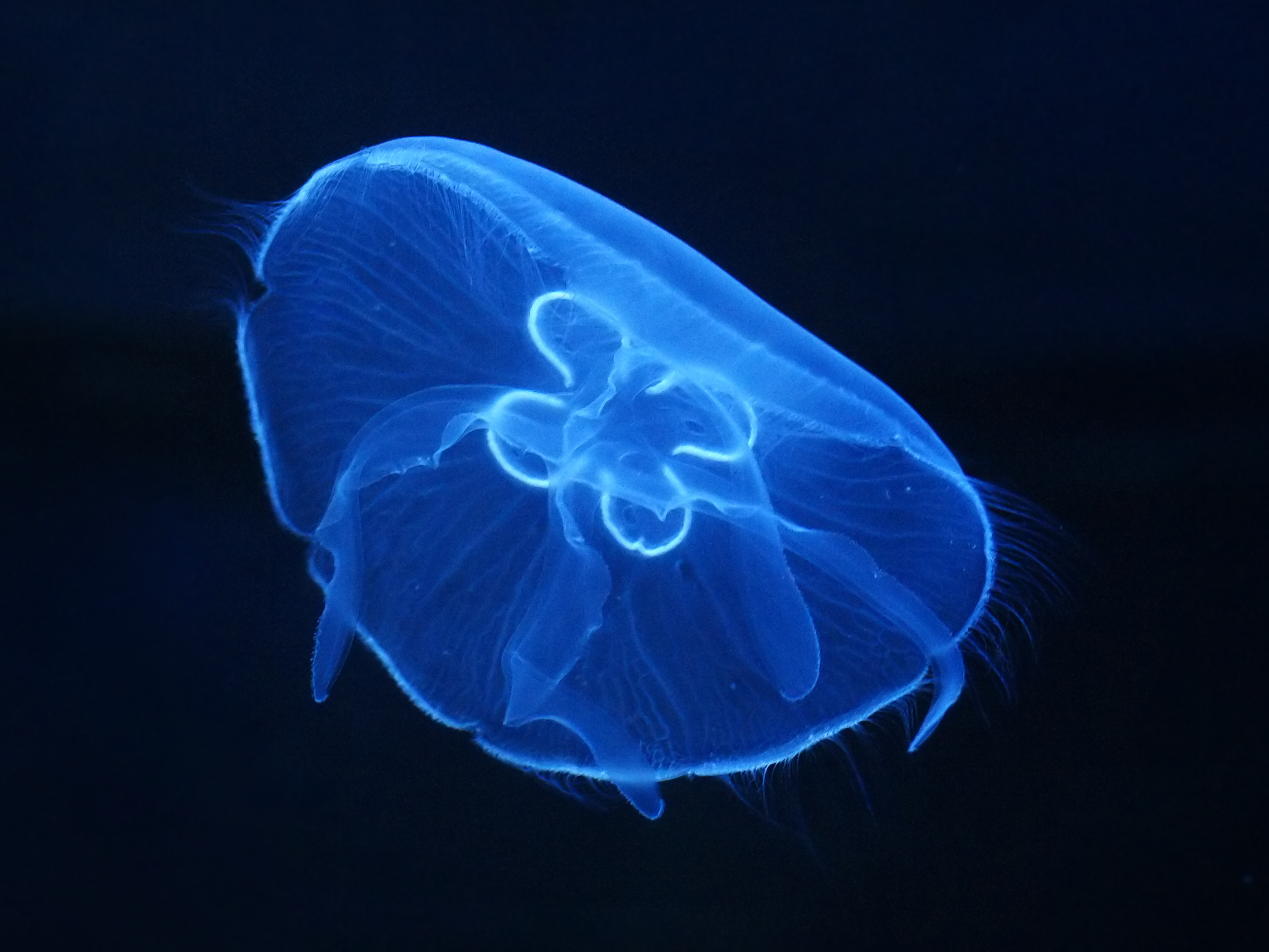
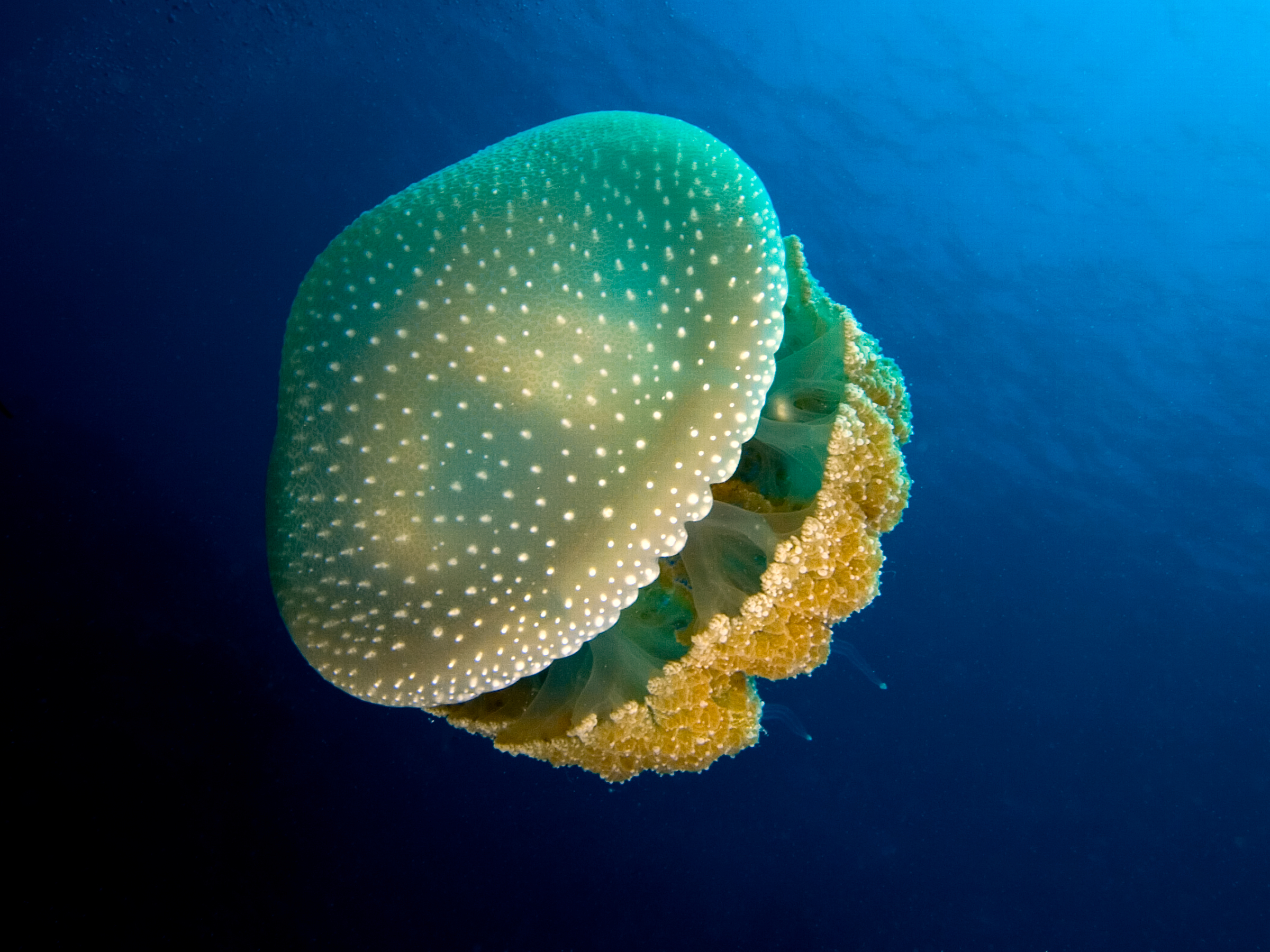
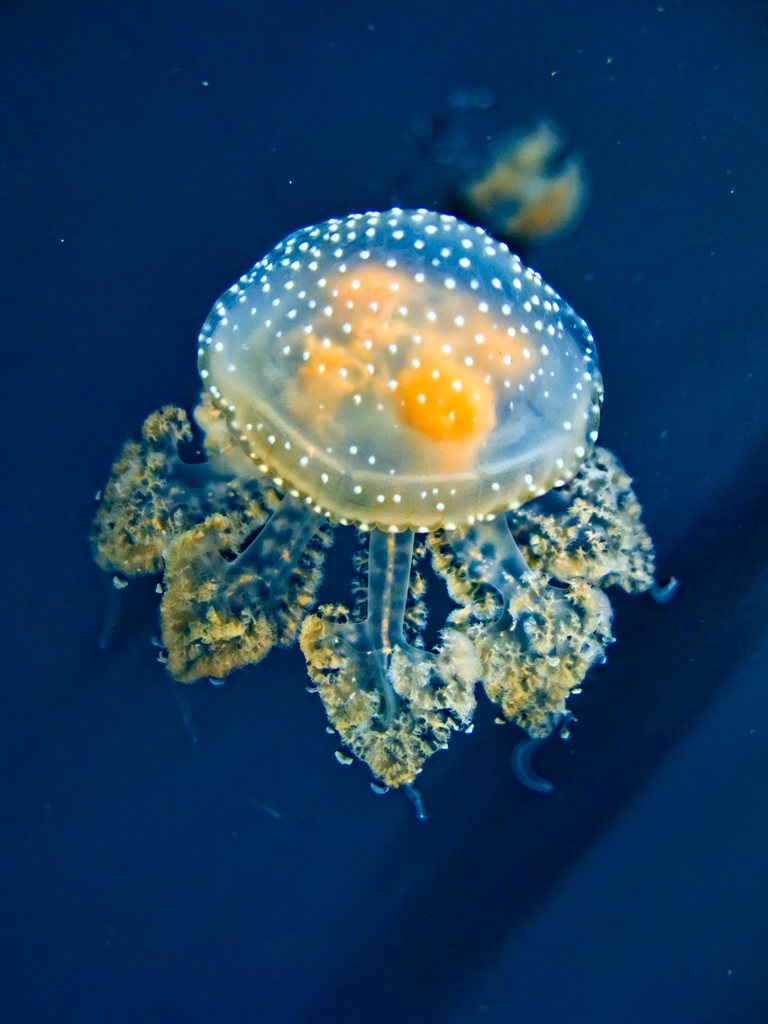
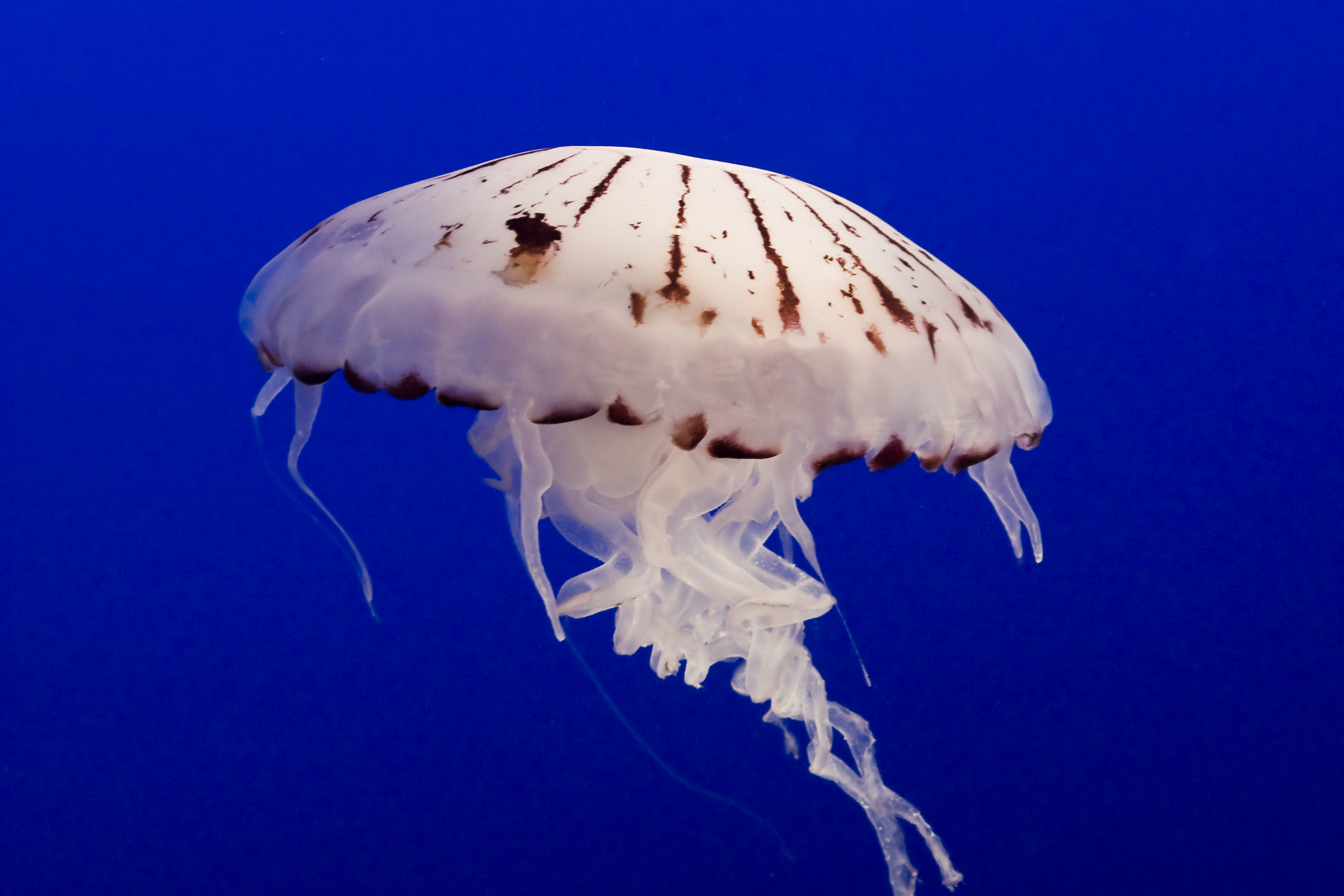